# Герб Глибочиці
Герб Глибо́чиці — офіційний символ села Глибочиця Житомирського району Житомирської області, затверджений рішенням Глибочицької сільської ради.

## Опис
Щит перетятий і розтятий ламано вліво срібними нитками. На першому червоному полі золотий дуб із зеленою кроною. На другому лазуровому полі золотий уширений хрест. На третьому золотому полі лазуровий щиток, на якому срібна трибаштова мурована стіна з відкритими золотими воротами. Щиток супроводжується в главі срібним ключем у пояс, вушком вправо. На четвертому зеленому полі чорний обеліск із срібним колом, у який вписана червона п'ятипроменева зірка, поверх обеліска срібні шабля вістрям донизу і стріла вістрям догори, в косий хрест. Щит облямований вінком із золотих колосків, зелених дубових листків із жолудями, листків і шишок хмелю, перевитих синьо-жовтою стрічкою. Над щитом на синьо-жовтій стрічці, увінчаній золотою сільською короною, напис «Глибочиця», під щитом на декоративній стрічці напис «1571».